# ムラサキカタバミ
ムラサキカタバミ（紫片喰、紫酢漿草、学名 Oxalis debilis Kunth 1822）は、カタバミ科カタバミ属の植物。
南アメリカ原産であるが、江戸時代末期に観賞用として導入されて以降、日本に広く帰化している。他にも北アメリカ、オーストラリア、熱帯アジアなどにも帰化している。環境省により要注意外来生物に指定されている。

## 特徴
背丈は約30cm、葉は根生三出複葉、小葉はハート形、裏面の基部に黄色い腺点がある。
花は主に春～初夏に咲き、葉の間から数個の花柄を伸ばして、先端に数輪を散形花序につける。直径1.7cmほどで、がく・花弁とも5枚。
青みのある濃い桃色で花筒部奥は白く抜け、花の中心部に向けて緑色の筋が入る。
植物体の栄養状態や環境に起因して花色が異なる場合もあるが、同じ環境で育てるとほとんどが同じ花色になる。
鱗茎から地上に葉と花柄だけを伸ばす。鱗茎は下部から太いやや透明がかったダイコン状の牽引根を出し、より深く根付く能力を持つ。
繁殖期(6～7月)に鱗茎と牽引根の間へ木子(微細な小球根)をびっしりと付け、非常に旺盛な繁殖をする。日本ではサビ病の多発により休眠する場合が多い。
両性花で虫媒花だが日本では種子を付けず、木子による栄養繁殖クローンが主とみられる。

## 花
花は独特の色合いで美しいが、雑草のため市販されることはほとんどない。しかし葉にウイルス性の斑入りが入る系統が存在し、この系統のみ流通している。ただし、このウイルス斑はやや不安定で、草の状態によっては消えてしまうこともある。

## 利害
元来は観賞用に栽培されたものであるが、現在では庭園から畑地、芝地を中心に広く見られる。土の中の鱗茎を取り尽くすのが非常に難しいので、駆除が大変困難な強雑草である。草の丈が低く柔らかいため、雑草の刈り取りからはほとんど無視される対象でもある。開花が始まった頃が木子の出来るピークなので、その時期に土を深く掘り抜き捨てるしかない。なお体内にシュウ酸を多く含むため、用土がアルカリ化すると勢いは弱まる。